# Jules Cashford
Jules Cashford estudió filosofía y literatura, gran experta en mitología, simbolismo y folclore, es una analista junguiana, escritora y conferenciante inglesa. Ha trabajado sobre el simbolismo y los mitos ancestrales, tanto europeos como asiáticos, sobre todo aquellos relacionados con el mito de la madre y la luna.

## Biografía
Jules Cashford estudió filosofía en la Universidad de Saint Andrews e hizo investigación de posgrado en literatura en la Universidad de Cambridge, con una beca Carnegie, estudiando para un doctorado sobre la tragedia en las novelas de Joseph Conrad. Fue supervisora en tragedia en el Trinity College de Cambridge durante algunos años. Estudió psicología de la conciencia con Max Cade, y dio conferencias sobre mitología en el Birkbeck College of Extra-Mural Studies, Universidad de Londres, en un curso denominado "Antes de la filosofía".
Se formó como analista junguiana con la Association of Jungian Analysts en Londres, y es miembro de la International Association for Analytical Psychology.

## Obra

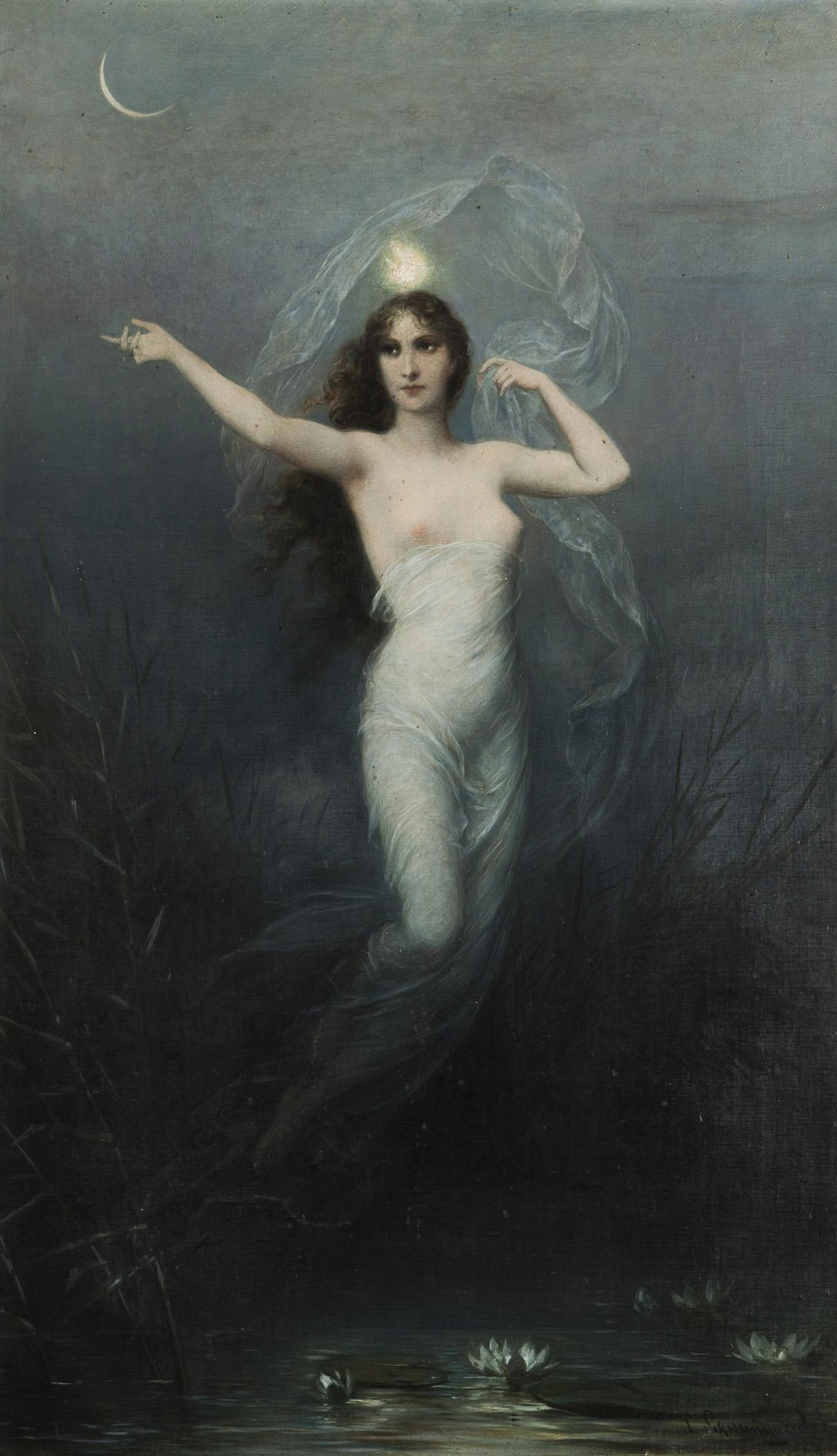
Luna, de Carl Schweninger der Jüngere, c. 1903. Cashford es experta en mitología de la diosa y de la luna.

Es coautora, junto con Anne Baring, de The Myth of the Goddess: Evolution of an Image (1993) (El mito de la diosa. Evolución de una imagen, Ediciones Siruela, 2005). Es autora de The Moon: Myth and Image (2003) (La luna. Símbolo de transformación, Ediciones Atalanta, 2018). Tradujo al inglés The Homeric Hymns (2003) y ha escrito dos libros para niños, The Myth of Isis and Osiris (1992) y Theseus and the Minotaur (1994).
Ha colaborado en capítulos y artículos de varios libros, periódicos y revistas, incluyendo Joseph Campbell and the Grail Myth, en la edición de John Matthews The Household of the Grail; Homo duplex, un epílogo a El copartícipe secreto de Joseph Conrad (Ediciones Atalanta, 2005); Imagining Eternity: Weaving the heavens embroidered cloths, en Cosmos and Psyche, editado por Nicholas Campion. Su último trabajo es The Mysteries of Osiris at Abydos (2009) (El mito de Osiris. Los Misterios de Abidos, Ediciones Atalanta, 2010), una exploración de los Misterios del Antiguo Egipto en Abidos.
Realizó dos películas con Kingfisher Art Productions explorando el simbolismo del pintor del renacimiento temprano Jan van Eyck, The Mystery of Jan van Eyck y The Mystic Lamb or the Ghent Altarpiece.
En la actualidad escribe y da conferencias sobre mito, literatura y arte, y trabaja con Gaia Foundation en Londres.

### Listado de trabajos
Ensayo
- The Myth of the Goddess: Evolution of an Image (1993)[7][8]
- The Moon: Myth and Image (2003)[1][2][3][14][15]
- The Mysteries of Osiris at Abydos (2009)[12]

Traducción
- The Homeric Hymns (2003)

Libro infantil
- The Myth of Isis and Osiris (1992)
- Theseus and the Minotaur (1994)

Edición
- When the Soul Remembers Itself: Ancient Greece, Modern Psyche (Thomas Singer, Jules Cashford, Craig San Roque, 2019)

## Edición en español
- La luna. Símbolo de transformación. Vilaür: Ediciones Atalanta. 2018. ISBN 978-84-947297-8-2.
- El mito de Osiris. Los Misterios de Abidos. Vilaür: Ediciones Atalanta. 2010. ISBN 978-84-937247-5-7.
- Baring, Anne, & Cashford, Jules (2005). El mito de la diosa. Evolución de una imagen. Madrid: Ediciones Siruela. ISBN 978-84-7844-732-9.
- Joseph Conrad: Homo duplex. Ensayo incluido en El copartícipe secreto de Joseph Conrad. Vilaür: Ediciones Atalanta. 2005. ISBN 978-84-934625-1-2.

Bibliografía complementaria
- Gimbutas, Marija (2014). Diosas y dioses de la Vieja Europa (7000-3500 a. C.). Introducción y revisión José M. Gómez Tabanera, traducción Ana Parrondo. Cartoné. 372 páginas, 431 ilustraciones, dimensiones 190 x 240. Colección El Árbol del Paraíso 79. Madrid: Ediciones Siruela. ISBN 978-84-15937-00-5.
- Graves, Robert (2014). La diosa blanca. Nueva edición, ampliada y corregida. Madrid: Alianza Literaria. ISBN 978-84-206-9178-7.
- Neumann, Erich (2009). La Gran Madre. Una fenomenología de las creaciones femeninas de lo inconsciente. Traducción Rafael Fernández de Maruri. Colección: Paradigmas. Rústica. Madrid: Editorial Trotta. ISBN 978-84-9879-027-6.

- Datos: Q5494317